# Jimi (langue du Cameroun)
Pour les articles homonymes, voir Jimi.
Ne doit pas être confondu avec Jimi (langue du Nigeria).
Le jimi (ou djimi, jimjimen, 'um falin) est une langue tchadique biu-mandara parlée au Cameroun par la population Djimi (ou Jimi), dans la région de l'Extrême-Nord, le département du Mayo-Tsanaga, aux environs de Bourrha, à la frontière avec le Nigeria.
En 1982, le nombre de locuteurs était estimé à 3 500.